# Metin Aslan
Metin Aslan (* 4. März 1978 in Linz) ist ein österreichischer Fußballspieler, der auf der Position eines Innenverteidigers aktiv ist.

## Karriere
Aslan begann seine Karriere bei den Jugendmannschaften des ATSV Sankt Martin bei Traun. Im Jahre 1998 kam er dann zum SV Pasching, den er 2000 wieder verließ, um zu BSV Bad Bleiberg zu wechseln. Nur ein Jahr später, im Jahre 2001, kam Aslan wieder zurück zu seinem ehemaligen Klub, dem SV Pasching. In seiner Spielzeit von 2001 bis 2003 absolvierte er 32 Spiele und erzielte dabei ein Tor. 2003 bekam der Türkischstämmige ein Angebot vom türkischen Zweitligisten, Manisaspor, das er auch annahm. Für Tarzanlar, wie die Mannschaft aus Manisa auch genannt wird, absolvierte er unter anderem 23 Pflichtspiele in der Saison 2003/04. Im Jahre 2005 transferierte Aslan innerhalb der Türkei zu Antalyaspor, bei denen er auf 49 Pflichtspiele und ein Tor kam. Im Sommer 2008 verließ er AS, so der Spitzname von Antalyaspor, und heuerte bei Alanyaspor an. Nach einer durchwachsenen Saison an der türkischen Riviera war er im Herbst 2011 vorübergehend vereinslos, bis ihn der FC Pasching zur Winterpause 2011/12 verpflichtete.

## Erfolge
- 1× Meister der Österreichischen Red Zac-Ersten Liga (2002 mit SV Pasching)